# Apeadeiro de Jerumelo
O Apeadeiro de Jerumelo é uma gare da Linha do Oeste, em Portugal. Serve as localidades de Jerumelo e Casais de São Martinho (onde está situada), nos concelhos de Mafra e Sobral de Monte Agraço, respetivamente.

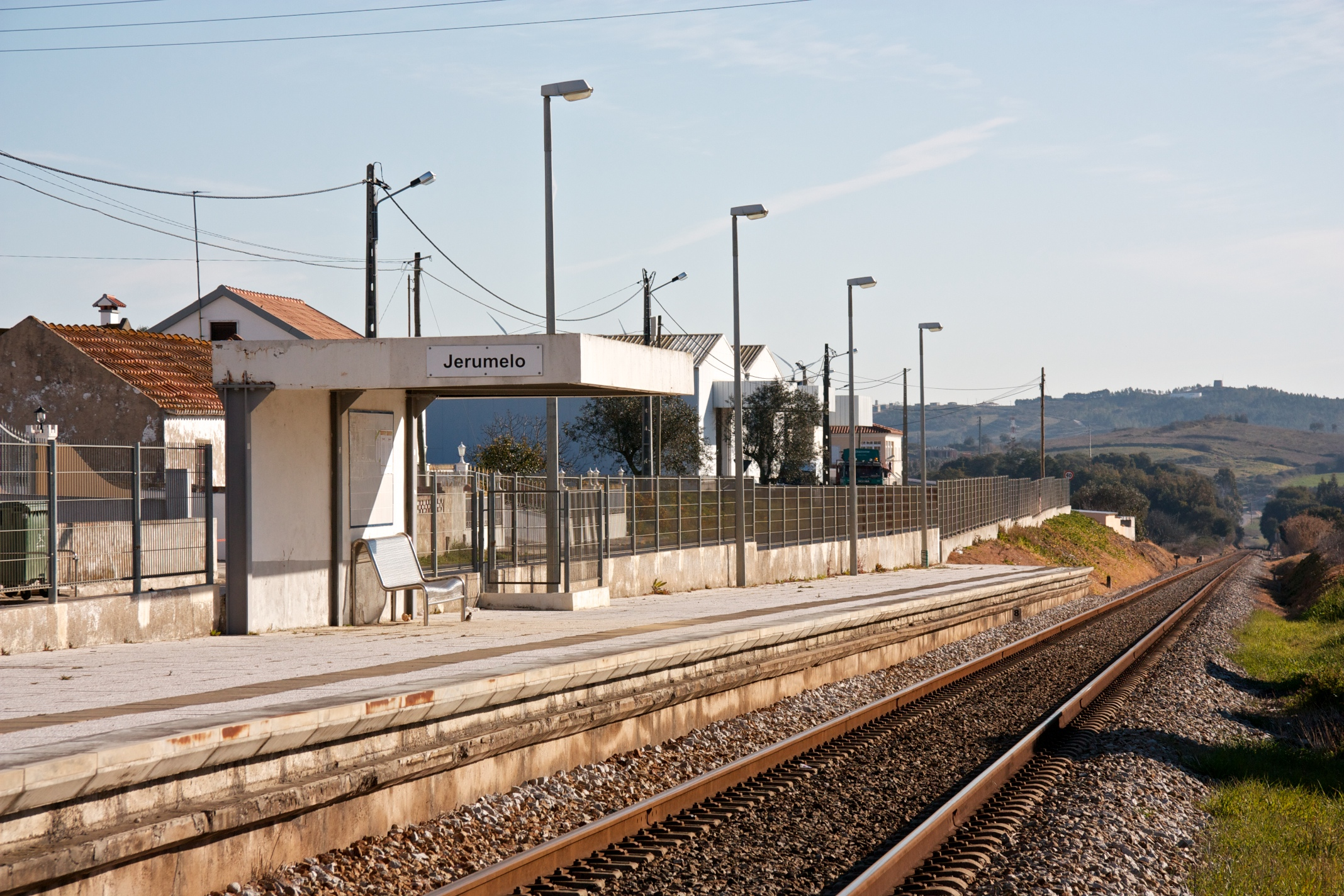
Apeadeiro de Jerumelo, em 2012

## Descrição

### Infraestruturas
A plataforma situa-se do lado sul da via (lado direito do sentido ascendente, para Figueira da Foz).

### Serviços
Apesar do apeadeiro estar localizado integralmente dentro dos limites do município de Sobral de Monte Agraço, e, portanto, fora da Área Metropolitana de Lisboa, a C.P. considera-o, para fins tarifários, da mesma forma que Mafra e Malveira, sendo terminalmente utilizável por passageiros portadores de títulos válidos para o concelho de Mafra e para a A.M.L..

## História
Esta interface situa-se no lanço da Linha do Oeste entre as estações de Agualva-Cacém e Torres Vedras, que foi aberto à exploração em 21 de Maio de 1887, pela Companhia Real dos Caminhos de Ferro Portugueses.
Este apeadeiro foi mais tarde encerrado, tendo um parecer favorável à sua reabertura sido ratificado pelo Conselho Superior de Caminhos de Ferro em 1934.

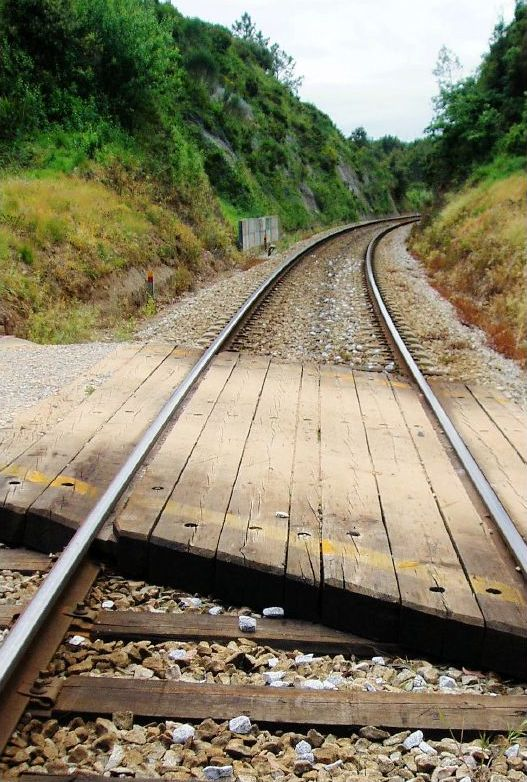
Ao, uma das passagens de nível a suprimir

Nos finais da década de 2010 foi finalmente aprovada a modernização e eletrificação da Linha do Oeste; no âmbito do projeto de 2018 para o troço a sul das Caldas da Rainha, o Apeadeiro de Jerumelo irá ser alvo de remodelação a nível das plataformas e respetivo equipamento, sendo parte de um dos dois segmentos de a duplicar (Desvio Ativo 2: PK 38+076 a PK 44+302); serão igualmente construídas duas passagens superiores nas imediações do apeadeiro, servindo a EM 1185-1: a de Jerumelo Sul (ao PK 41+263) e a de Jerumelo Norte (ao PK 43+238), que permitirão eliminar três passagens de nível (aos PKs 40+826, 41+715, e 43+252).